# Özen Yula
Özen Yula est un écrivain turc, est né le 7 septembre 1965 à Eskişehir.

## Biographie
Né en 1965 en Turquie, Özen Yula est écrivain et metteur en scène.
Après des études de Sciences économiques à l'université Hacettepe, il fait un master d’études théâtrales à l’université d'Ankara.
D’abord auteur de nouvelles, Özen Yula est aujourd’hui l’un des plus importants dramaturges du théâtre contemporain turc, beaucoup joué et traduit en Turquie et à l’étranger.
La plupart de ses pièces ont été mises en scène dans les théâtres nationaux ou privés turcs. Certaines ont été traduites en anglais, en allemand, en finnois, en japonais, en russe, en polonais et ont tourné dans les pays tels que l’Allemagne, l’Autriche, l’Angleterre, les Pays-Bas, le Japon et l’Égypte.
Sa première pièce Ay Tedirginliği (Trouble de la Lune, 1995) a été représentée à la Biennale de Bonn  et au Festival « kontext : Europa » à Vienne.
En 2003 et 2006, il a mis en scène sa pièce Confidence au Proche-Orient au Japon, Toga spring festival de Tadashi Suzuki, ainsi qu’au Caire, Festival expérimental de théâtre, en 2005.
En 2008, des lectures de sa pièce Unofficial Roxelana ont lieu au Martin E. Segal Theatre  et La Guardia Arts Center à New York .
Une mise en lecture d’À Louer a été réalisée à la Schaubühne am Lehniner Platz à Berlin en mars 2006, et une mise en scène italienne a eu lieu au festival de théâtre ASTI en Italie en juillet 2007.
La traduction française a été lue le 19 juillet 2007 à la Chartreuse de Villeneuve-lès-Avignon dans le cadre du Festival d'Avignon et le 21 novembre 2009 à la Maison des Métallos, Paris. La pièce est publiée en octobre 2009 par les Editions Espaces 34 .
Une des particularités de son théâtre est de mettre en relation ou en confrontation des thèmes comme le lointain / le proche, rester / partir, le traditionnel / l’actuel, le mensonge de l’Histoire officielle/ la version fictive de l’Histoire.

## Œuvres
- Trouble de la Lune (1995)
- Quelque part au milieu de la Terre (1994)
- Istanbul est Blanc, Raki est Multicolore (1997)
- Fatigués du Rouge (1998)
- Alaturca noir (1998)
- Hurrem, l’officieuse (2001)
- À Louer (2002) : Espaces 34, Saint-Gély-du-Fesc, France, 2009, 80 p.  (ISBN 978-2847050530)
- Confidence au Proche-Orient – traduction disponible sur le site http://www.maisonantoinevitez.fr/
- Trahison au Proche-Orient – en cours de traduction